# Марков, Христо
Христо Марков (болг. Khristo Markov, род. 27 января 1965 в Димитровграде, Болгария) — болгарский легкоатлет, специализировался в тройном прыжке. Олимпийский чемпион (1988).

## Биография
С детства хотел стать рекордсменом и чемпионом, хотя рос в неспортивной семье, отец — шофёр-дальнобойщик, мама — продавец-кассир. Старший ребёнок в семье, имел брата Николая и сестру Стоянку. С детства привык к сельскому труду. В 11-летнем возрасте с семьёй переехал в Русе, начал заниматься в спортивной школе. Тренировался у Чавдара Чендова.
В 1983 году стал чемпионом Европы среди юниоров, в следующем году завоевал бронзовую медаль на легкоатлетическом турнире «Дружба-84» и установил рекорд Европы для юниоров — 17,42.
В 1985 году победил на Всемирных легкоатлетических играх в Париже. Затем установил новый рекорд Европы — 17,77.
Единственный в истории болгарской лёгкой атлетики чемпион мира среди мужчин в зале (1985) и на открытом воздухе (1987). Олимпийский чемпион летних Олимпийских игр в Сеуле в 1988 году с олимпийским рекордом.
Окончив выступать как спортсмен, перешёл на тренерскую работу. Подготовил Олимпийскую чемпионку Терезу Маринову (Сидней, 2000).
Депутат Народного собрания Болгарии (2004).